# CKS2
CKS2‏ (CDC28 protein kinase regulatory subunit 2) هوَ بروتين يُشَفر بواسطة جين CKS2 في الإنسان.